# USS Langley (CV-1)
La USS Langley (CV-1/AV-3) è stata la prima portaerei statunitense utilizzata dalla United States Navy negli anni venti del XX secolo, prima unità di questo tipo ad entrare in servizio in questo ruolo.

## Storia
La US Navy, benché fosse stata la prima marina militare a sperimentare l'utilizzo del mezzo aereo come opportunità di integrazione nelle operazioni delle unità navali, dato il suo parziale coinvolgimento durante la prima guerra mondiale, non intraprese un intenso programma di sviluppo limitandosi ad effettuare prove di decollo ed appontaggio sull'incrociatore corazzato USS Pennsylvania opportunamente modificato dotandolo di una piattaforma.
Tuttavia il General Board, che aveva seguito con interesse la creazione di nuove unità dedicate alla cooperazione aeronavale da parte delle marine di Francia, Germania e Regno Unito, propose già nel settembre 1918 l'acquisizione di sei nuove portaerei da consegnare in sei anni, proposta che però non trovò appoggio.
Gli anni successivi videro gli Stati Uniti preferire gli idrovolanti come mezzo aereo da abbinare ad unità operative e già nel dicembre 1921 entrò in servizio la portaidrovolanti Wright. I sostenitori dell'importanza delle portaerei vennero tuttavia ascoltati e durante il Congresso del 1919 si approvò la conversione di una nave carboniera per adattarla al nuovo ruolo in via sperimentale.

### Costruzione ed entrata in servizio
Originariamente venne costruita negli anni dieci dai cantieri Mare Island Naval Shipyard come nave carboniera USS Jupiter (AC-3) appartenente alla classe Proteus. L'unità impostata il 18 ottobre 1911, venne varata il 24 agosto 1912 ed entrò in servizio come nave carboniera della flotta il 7 aprile 1913. Prestò servizio in tale ruolo fino all'11 luglio 1919 quando ne fu decisa la conversione in nave portaerei, e il 24 marzo 1920 andò temporaneamente in disarmo. L'11 aprile dello stesso anno venne ribattezzata CV-1 Langley, in onore del pioniere dell'aviazione Samuel Pierpont Langley.
A causa dei forti tagli alle spese militari attuati subito dopo la fine della prima guerra mondiale, il Segretario di Stato alla Marina Josephus Daniels cercò in ogni modo di ostacolare tale decisione, presa dall'allora Capo delle Operazioni Navali ammiraglio William S. Benson. Entrata nel cantiere Norfolk Navy Yard per i effettuare i lavori di conversione, l'unità ne uscì il 20 marzo 1922, quando riprese servizio attivo al comando del Commodoro Kenneth Whithing.

### I lavori di conversione

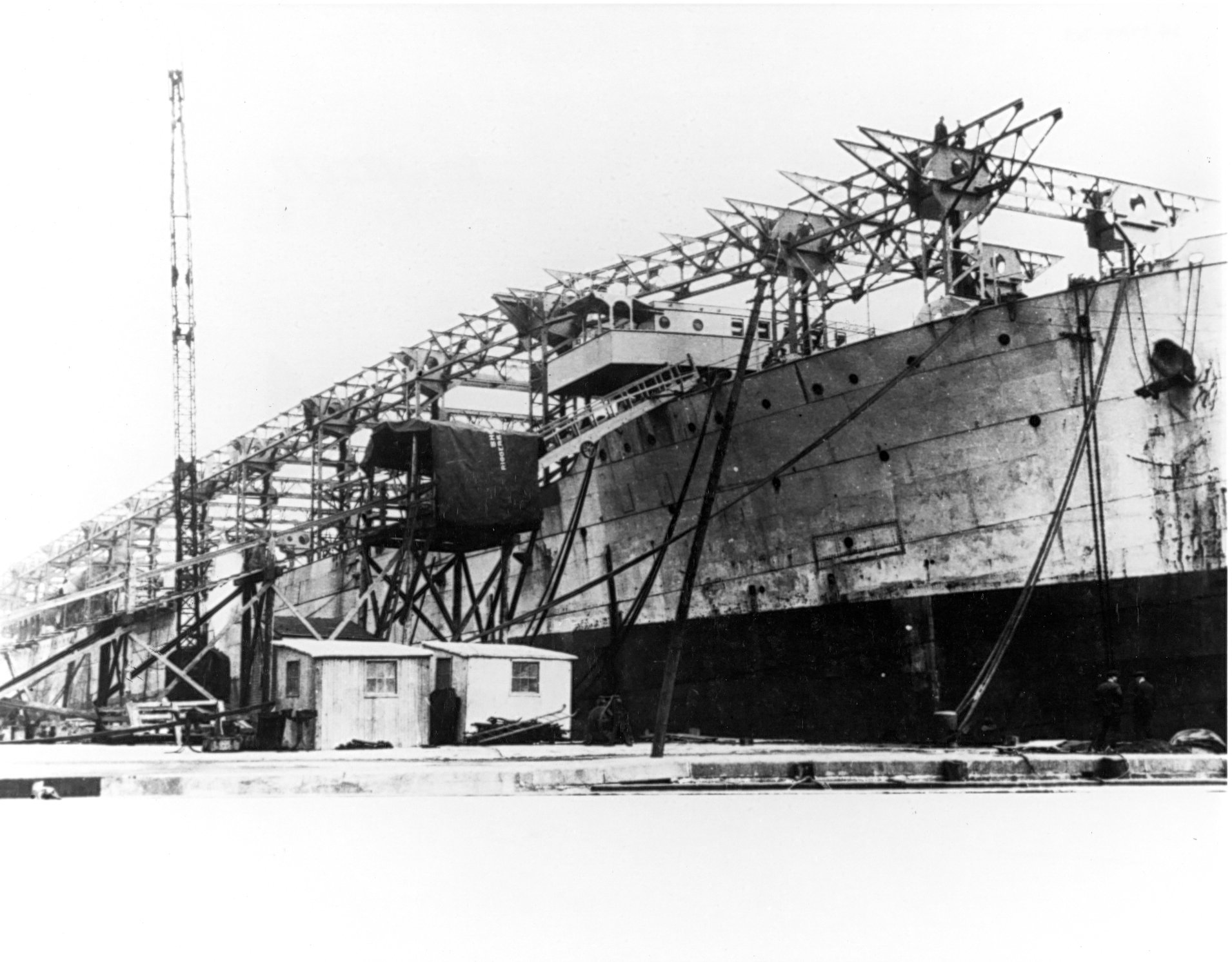
La Langley durante i lavori di conversione effettuati presso i cantieri Naval Shipyard di Norfolk nel 1921.

Durante i lavori di conversione l'unità, dopo l'opportuno rialzo delle murate, ricevette un ponte di volo continuo in legno lungo 183 m, largo 22 e posto ad un'altezza di 19,2 metri dal livello del mare. Cinque giunti ad espansione assorbivano i movimenti delle strutture della nave. Sul ponte di volo era installato un sistema di arresto a rete, sostituito successivamente da un sistema di cavi di arresto posti di traverso sul ponte che consentiva di fermare un aereo in circa 15 metri.
Le stive destinate del carbone furono trasformate in hangar per il ricovero degli aerei, o per contenere carburante e munizioni. A centro nave venne ricavato un ascensore che collegava gli hangar al ponte di volo. Alcune gru della capacità di tre tonnellate trasferivano gli aerei dai depositi al ponte di assemblaggio, che veniva effettuato in quindici minuti. Il gruppo di volo della portaerei poteva contare su un massimo di 55 velivoli, con circa 30 parcheggiati nella parte posteriore del ponte di volo, in maniera da non interferire con il decollo degli altri aerei.
In realtà la dotazione del suo gruppo non superò mai i 34 aerei, suddivisi inizialmente in 12 caccia, 12 ricognitori, 4 aerosiluranti e sei idrosiluranti. Gli idrovolanti erano movimentati a mezzo di bighi di carico, dotati di un braccio di 12 metri e posti al centro della nave. Due catapulte a vapore A Mk.III potevano lanciare i più pesanti velivoli in servizio, come gli aerosiluranti bimotori Douglas T2D. L'apparato motore turbo-elettrico realizzato dalla General Electric erogava una potenza massima di 7.200 hp, e la velocità massima registrata fu di 15 nodi. L'armamento difensivo si basava su quattro pezzi antiaerei/antinave da 127/51 mm.

## Impiego operativo
Appena entrata ufficialmente in servizio iniziò subito un'intensa attività sperimentale per mettere a punto le attrezzature di lancio ed appontaggio dei velivoli, fino ad allora mai sperimentate.
Il 17 ottobre 1922 il tenente di vascello Virgil C. Griffith effettuò il primo decollo dal ponte di volo, ai comandi di un Vought VE-7SF catapultato. Il 26 ottobre il capitano di corvetta Godfrey DeCourcelles Chevalier effettuò il primo appontaggio ai comandi di un Aeromarine 39B, con la nave in lento movimento a sei nodi. Il 15 gennaio 1923 la Langley iniziò le operazioni di volo nel Mare dei Caraibi. Nel mese di giugno venne trasferita nei pressi di Washington, dove eseguì dimostrazioni delle operazioni di volo davanti a numerose autorità, sia civili che militari. Il 13 giugno arrivò a Norfolk per incominciare le operazioni di addestramento sulla costa atlantica, per passare successivamente ad operare nella zona dei Caraibi fino alla fine dell'anno.
Durante la fase sperimentale si verificarono numerosi incidenti, a volte dagli esiti tragici, ma che consentirono di codificare in fretta le procedure relative all'impiego dei velivoli. Fu un'evoluzione dell'originario sbracciarsi del comandante in seconda della nave che fece realizzare un sistematico uso delle segnalazioni manuali, con qualcuno dei tecnici che iniziò ad usare palette colorate per guidare gli atterraggi in maniera sicura. Quando la portaerei iniziava le operazioni di volo le sue imbarcazioni venivano tenute pronte ad essere messe in mare, equipaggiate di tutto punto. Inoltre un rimorchiatore la seguiva costantemente, mentre un idrovolante con a bordo un'équipe di medici era in volo pronto ad intervenire. Un cacciatorpediniere di scorta era pronto ad intervenire in soccorso dello sfortunato pilota. Alla fine dell'anno la Langley si trasferì a Pensacola, in Florida.
Il 17 novembre 1924 la nave entrava ufficialmente in servizio presso la squadra da battaglia della United States Pacific Fleet, trasferendosi a San Diego (California). Il 18 aprile 1925 avvenne il primo appontaggio notturno ad opera del tenente di vascello John Dale Prince, ed in seguito le operazioni ognitempo divennero normali. La nave prese parte a numerose esercitazioni congiunte con le altre portaerei della flotta. Nel 1926 il suo equipaggio aveva ridotto gli intervalli di decollo di un velivolo all'altro a 15 secondi, mentre gli appontaggi avvenivano a 90 secondi di distanza. Il 23 settembre 1931 il tenente di vascello A. M. Pride effettuò il primo decollo verticale dal ponte di volo con un autogiro sperimentale Cierva. Il 15 settembre 1936 l'unità fu destinata alla conversione in nave appoggio idrovolanti.

### L'attività come nave appoggio idrovolanti

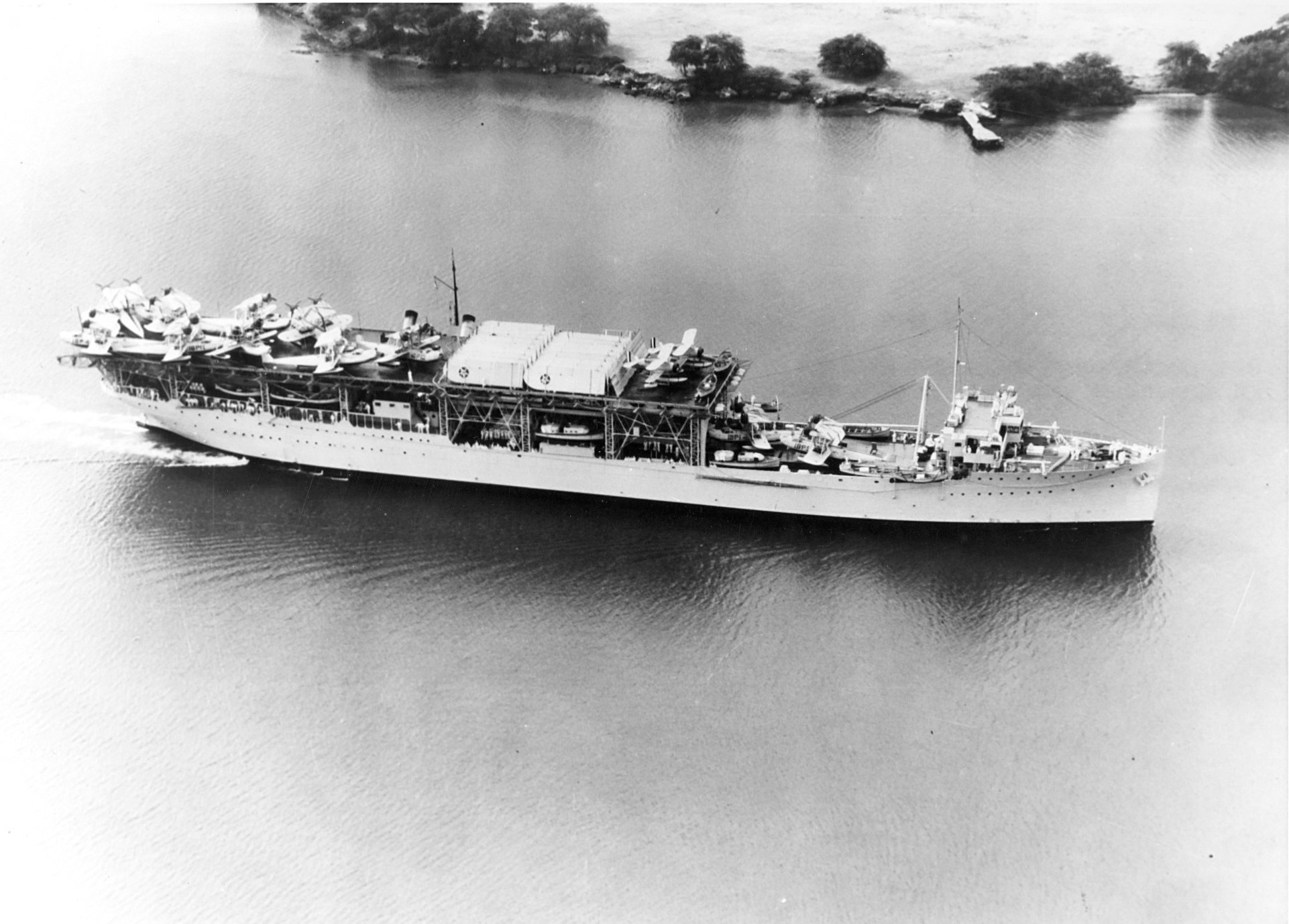
La Langley dopo la conversione a nave appoggio idrovolanti, nel 1938.

Il 25 ottobre 1936 la nave entrò nell'arsenale di Mare Island per effettuare i previsti lavori di conversione. In quell'occasione avvenne l'ultimo decollo di un velivolo dal suo ponte di volo. Durante i lavori di trasformazione il 40% del ponte di volo a proravia venne eliminato, con la creazione di uno spazio per le manovre degli idrovolanti con un apposito albero di carico. L'armamento originario venne mantenuto, e potenziato con l'imbarco di quattro pezzi da 76/50 a.a. e di alcune mitragliatrici da 12,7 mm. I lavori terminarono il 26 febbraio 1937, e l'unità rientrò in servizio operativo il 27 maggio, con la sigla (hull number) AV-3. Nel periodo seguente la nave prestò operò al largo Alaska, nella zona di Pearl Harbor (Hawaii), a San Diego e a Seattle. Nel 1939 partecipò alla fiera mondiale di New York, per trasferirsi poi a Manila, nelle Filippine. Arrivata nelle Filippine il 24 settembre 1939, entrò in servizio presso l'Asiatic Fleet.

### L'attività nella seconda guerra mondiale
Il 7 dicembre 1941 le forze aeronavali giapponesi attaccarono la base navale di Pearl Harbor, infliggendo un durissimo colpo alla Pacific Fleet americana. Appena giunta la notizia dell'attacco giapponese il comandante dell'Asiatic Fleet, ammiraglio Thomas C. Hart, ordinò alla Langley ed alle cisterne Trinity e Pecos di allontanarsi dalla base di Cavite. Le tre unità si allontanarono appena in tempo, in quanto il 10 dicembre i giapponesi bombardarono la base ed il relativo arsenale, causando gravissimi danni. Durante il periodo seguente operò intensamente in appoggio ai 28 idrovolanti Consolidated PBY Catalina appartenenti al Patrol Wing 10. Quando le forze giapponesi acquisirono la superiorità aerea, la nave, assieme alle due cisterne, venne fatta allontanare verso le Indie Orientali Olandesi. Durante il trasferimento un sommergibile giapponese le lancio contro due siluri, ma senza colpirla. Il 13 dicembre si riunì alle navi della Task Force 5 dell'ammiraglio Wiliam A. Glassford, arrivando a Balikpapan dove rimase per un breve periodo. La Langley venne nascosta in un'insenatura riparata e decentrata, e continuò ad assistere gli idrovolanti del Patrol Wing 10, ormai ridotto ad operare da Surabaya con solo otto aerei. La nave lasciò le Indie Orientali Olandesi per trasferirsi a Fremantle, sulla costa occidentale dell'Australia, dove arrivò il 1 gennaio 1942. Nel nello stesso mese, ai comandi del capitano di fregata Rubert P. McConnell, operò intensamente come trasporto aerei da una base all'altra della costa australiana. L'11 gennaio la Langley fornì assistenza alla Royal Australian Air Force eseguendo pattugliamenti antisommergibile nelle vicinanze di Darwin.

### L'ultima missione

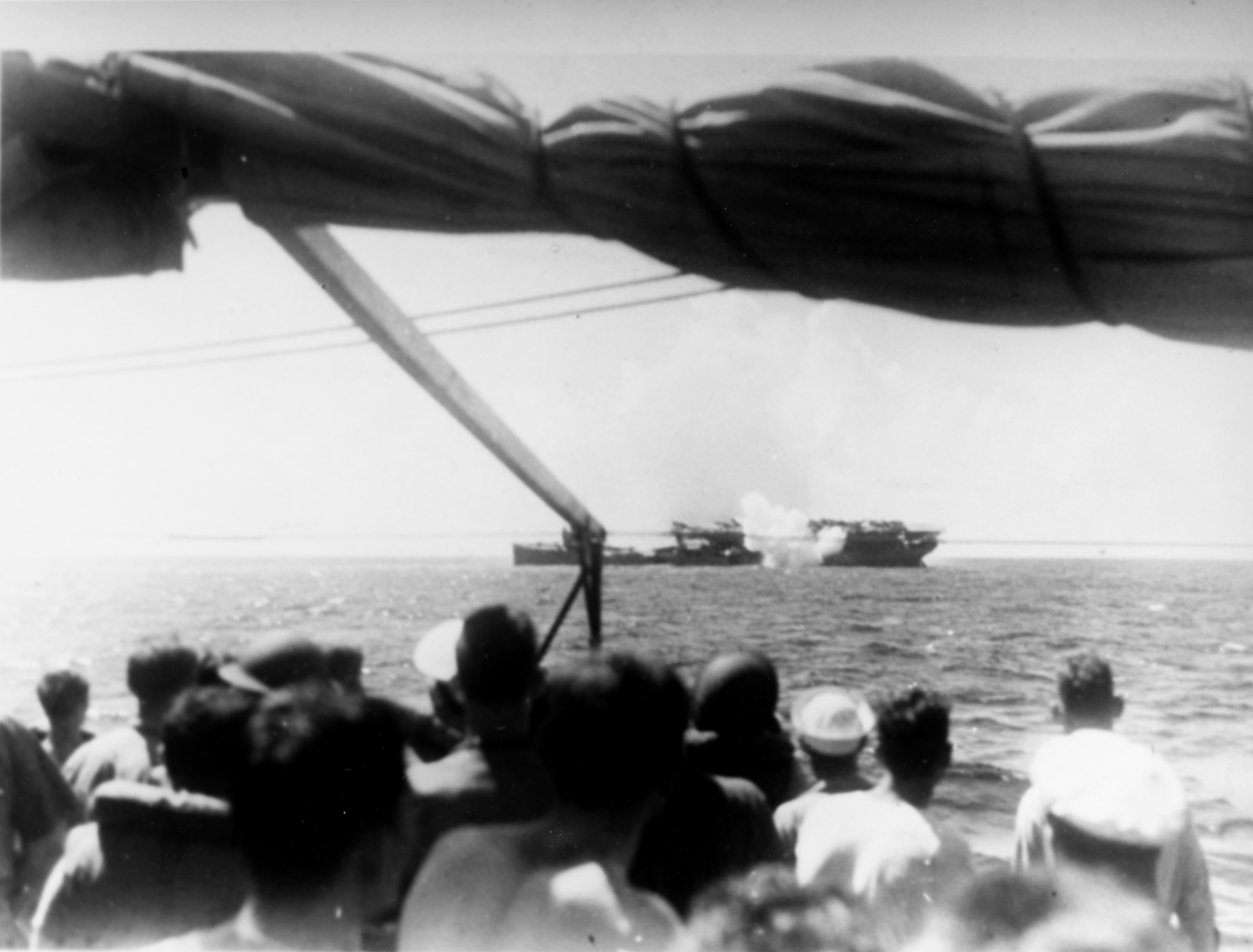
USS Langley in fase di affondamento nel Mare di Giava il 27 febbraio 1942.

Nel gennaio 1942 venne istituito il comando ABDA, retto dal Feldmaresciallo inglese Archibald Percival Wavell, con Quartier generale al centro di Giava, mentre il comando delle forze navali venne assunto dall'ammiraglio Hart. Il 27 gennaio 1942 l'Asiatic Fleet venne sciolta ufficialmente, e l'ammiraglio Hart rimpatriato. Il 14 febbraio il comando navale della squadra ABDA venne assunto dall'ammiraglio olandese Conrad Helfrich. La disperata situazione generatasi durante la guerra, indusse il governo olandese in esilio a chiedere l'invio di consistenti aiuti agli alleati. In fretta e furia venne organizzato un convoglio, denominato in codice "MS-5", comprendente la Langley, che trasportava 27 caccia Curtiss P-40 smontati del 13th Pursuit Squadron (Provisional) e 33 piloti, la nave da carico Sea Witch, e i piroscafi SS Duntroon e SS Katoomba. La scorta era affidata al moderno incrociatore Phoenix e ad alcuni cacciatorpediniere. Il convoglio lascio Fremantle il 22 febbraio, con arrivo previsto a Tjilatjap per il giorno 28.
Per accelerare l'arrivo degli aerei il comando ABDA decise che la Sea Witch rimanesse in convoglio, mentre la Langley doveva dirigere alla massima velocità consentita su Tjilatjap, con la scorta del posamine olandese Willem van der Zaan. Vista la scarsa velocità massima raggiunta dal posamine, il comandante della portaerei decise di abbandonare quest'ultimo, ma in tarda serata gli venne ordinato di ricongiungersi al Willem van der Zaan. Inoltre la nave doveva essere raggiunta da due vecchi cacciatorpediniere, gli USS Edsall e Whipple, che ne avrebbero rinforzato la scorta. Alle ore 9:00 del 28 febbraio la formazione navale alleata fu scoperta da un idrovolante giapponese Kawanishi H6K, che lanciò il segnale radio di scoperta. Alle ore 11:30 una formazione di 11 aerosiluranti Mitsubishi G4M della 21ª e 23ª Flottiglia Aeronavale si lanciò all'attacco della formazione navale.
Appena avvistati i velivoli giapponesi la Langley prese a zigzagare, ma la bassa velocità raggiunta, circa 13 nodi, rese la manovra inutile. Seppur contrastati dal fuoco contraereo, i velivoli giapponesi lanciarono le bombe. La prima salva provocò danni leggeri, mentre cinque bombe della successiva colpirono in pieno la nave, provocando gravi danni e incendiando alcuni dei caccia P-40 trasportati. Altre, cadute in prossimità della nave, aprirono numerose vie d'acqua nella carena. Inoltre i sei caccia giapponesi di scorta si lanciarono all'attacco, mitragliando i ponti dell'unità, vanamente contrastati dalle armi antiaeree di bordo. Quando i velivoli giapponesi si allontanarono la portaidrovolanti era in preda a furiosi incendi, sbandata di 10°, ed il comandante McConnell cercò di favorire il lavoro della squadra antincendio manovrando per annullare la forza del vento. Le pompe non riuscivano più a contrastare l'entrata dell'acqua, che poco dopo raggiunse i motori turbo-elettrici danneggiandoli gravemente, e determinando un calo della potenza disponibile.
Il comandante McConnell, ormai conscio che la nave era condannata, decise di avvicinarla il più possibile alla costa giavanese, così da favorire il salvataggio dell'equipaggio. Egli si rendeva perfettamente conto che se per qualche motivo fosse riuscito a raggiungere Tjilatjap il pescaggio raggiunto dalla nave non gli avrebbe mai consentito di entrare nel porto. Alle 13:45 venne dato l'ordine di abbandonare la nave, che aveva raggiunto uno sbandamento di 17°. Alle 14:00 l'evacuazione venne completata, ed i due cacciatorpediniere, una volta imbarcati i superstiti, decisero di affondare la Langley. Il cacciatorpediniere Whipple sparò contro la nave nove colpi da 102, lanciando nel contempo due siluri. Tuttavia la vecchia portaerei si rifiutò di affondare, pur fortemente sbandata e in preda agli incendi, tanto che le due unità lasciarono immediatamente la zona per timore del ritorno degli aerei giapponesi. Successivamente un aereo olandese in servizio di pattugliamento segnalò che la Langley era affondata durante la notte successiva, a 75 miglia da Tjilatjap.

### Periodici
- Kit Bonner, Il carro coperto, in Storia Militare, No.132, Parma, Ermanno Albertelli Edizioni Speciali s.r.l., settembre 2004,  pp. 39-47, ISSN 1122-5289.
- (EN) Jackson R Tate, We Rode the Covered Wagon, in Proceedings magazine, Annapolis, United States Naval Institute, ottobre 1978.
- (EN) A.M. Pride, Comment and Discussion, in Proceedings magazine, Annapolis, United States Naval Institute, gennaio 1979,  p. 89.